# Casa Vice-Presidencial
A Casa Vice-Presidencial e a residência oficial e local de trabalho do vice-presidente da Colômbia. Em estilo modernista e construída com tijolos de pedreira. Serve como residência oficial do vice-presidente da Colômbia desde 1999. A residência possui uma Casa Particular onde residem o vice-presidente e sua família, além de dois prédios onde estão localizados o gabinete do vice-presidente e outros escritórios.
A casa vice-presidencial foi projetada pelo arquiteto Rogelio Salmona, famoso por sua alvenaria. Desde sua abertura em 1999 foi utilizado por todos os vice-presidentes desde Gustavo Bell. Atualmente é ocupado pela vice-presidência, hoje exercida por Francia Márquez.